# Oronkua
Oronkua là một tổng thuộc tỉnh Ioba ở đông nam Burkina Faso. Thủ phủ là thị xã Oronkua. Dân số năm 2006 là 21.530 người.

## Các thị xã và làng xã
Bankandi, Bisserké, Djianvour, Gagnimé, Gagou, Gbangbadotéon, Gnitégba, Kankaniba, Kombazien, Orpoune, Pouléba, Wahablé e Zintéo.